# Channel 3 (Tailândia)
Channel 3 é uma rede de televisão aberta tailandesa, fundada em 26 de março de 1970. Ela faz parte da BEC e MCOT.